# モリブデン酸亜鉛
モリブデン酸亜鉛（モリブデンさんあえん、英: zinc molybdate）は、化学式が ZnMoO4 と表される無機化合物である。白色の色素で、防錆剤として用いられる。例えばモリブデン酸ナトリウムのような溶解度の高いモリブデン酸塩は多量では毒性を持つのに対し、モリブデン酸亜鉛は水に不溶のため、基本的に毒性はない。モリブデン酸の毒性は、クロム酸や鉛の塩よりも低く、そのため防錆剤としてこれらの塩の代替として利用される。製法は、モリブデン酸ナトリウムの水溶液と塩化亜鉛を混合することで、不溶性のモリブデン酸亜鉛が結晶として生成する。